# Othello Hunter
Tegba Othello Hunter (Winston-Salem, Carolina del Norte, 28 de mayo de 1986) es un exjugador de baloncesto estadounidense que disputó quince temporadas como profesional, dos de ellas en la NBA. Con 2,06 metros de altura, jugaba en la posición de Ala-pívot.

## Trayectoria
Se formó como jugador en la Universidad de Ohio State de la NCAA donde finalizó su etapa universitaria como el séptimo jugador con mejor porcentaje de tiro en la temporada regular de la historia de dicha universidad.
Se inscribió para formar parte del draft de la NBA de 2008, en el que a la postre no resultó seleccionado. Tras jugar la liga de verano 2008 con los Atlanta Hawks en la que promedió 13,2 puntos y 6,2 asistencias por partido, este equipo anunció que le firmaba un contrato para jugar en la NBA. Con los Hawks el jugador disputó un total de 23 partidos de temporada regular y 4 de play-off en la temporada y media que permaneció en sus filas hasta que en enero de 2010 fuera cortado. Hunter finalizó la temporada 2009/10 jugando en las filas del Ilysiakos de la A1 Ethniki de Grecia.
En el verano de 2010 jugó la liga de verano con los Denver Nuggets donde promedió 12,8 puntos y 6,4 rebotes. En agosto ese mismo año se anunció su fichaje por el Dinamo Sassari de la LEGA italiana.
En septiembre de 2012 se anunció su fichaje por el Blancos de Rueda Valladolid de la liga Endesa.
Después de jugar en China e Italia entre 2012 y 2013 y en el Olympiacos B.C. griego las dos últimas temporadas, en agosto de 2016 el Real Madrid hace oficial su fichaje por dos temporadas.
Tras disputar solo una temporada en el Real Madrid, el 13 de julio de 2017 firma un contrato de dos años con el CSKA Moscú.
El 21 de julio de 2021, firma por dos temporadas por el Bayern de Múnich de la Basketball Bundesliga.

## Estadísticas de su carrera en la NBA

### Temporada regular
| Año     | Equipo  | PJ | PT | MPP | %TC  | %3P  | %TL  | RPP | APP | ROB | TPP | PPP |
| ------- | ------- | -- | -- | --- | ---- | ---- | ---- | --- | --- | --- | --- | --- |
| 2008–09 | Atlanta | 16 | 0  | 5.8 | .550 | .000 | .000 | 1.5 | .1  | .1  | .3  | 1.4 |
| 2009–10 | Atlanta | 7  | 0  | 4.7 | .333 | .000 | .750 | 1.7 | .0  | .0  | .1  | 1.6 |
| Total   | Total   | 23 | 0  | 5.4 | .469 | .000 | .333 | 1.6 | .0  | .1  | .3  | 1.4 |

### Playoffs
| Año     | Equipo  | PJ | PT | MPP | %TC  | %3P  | %TL  | RPP | APP | ROB | TPP | PPP |
| ------- | ------- | -- | -- | --- | ---- | ---- | ---- | --- | --- | --- | --- | --- |
| 2008–09 | Atlanta | 4  | 0  | 3.5 | .667 | .000 | .000 | 1.5 | .0  | .2  | .2  | 1.0 |
| Total   | Total   | 4  | 0  | 3.5 | .667 | .000 | .000 | 1.5 | .0  | .2  | .2  | 1.0 |